# Квакаут

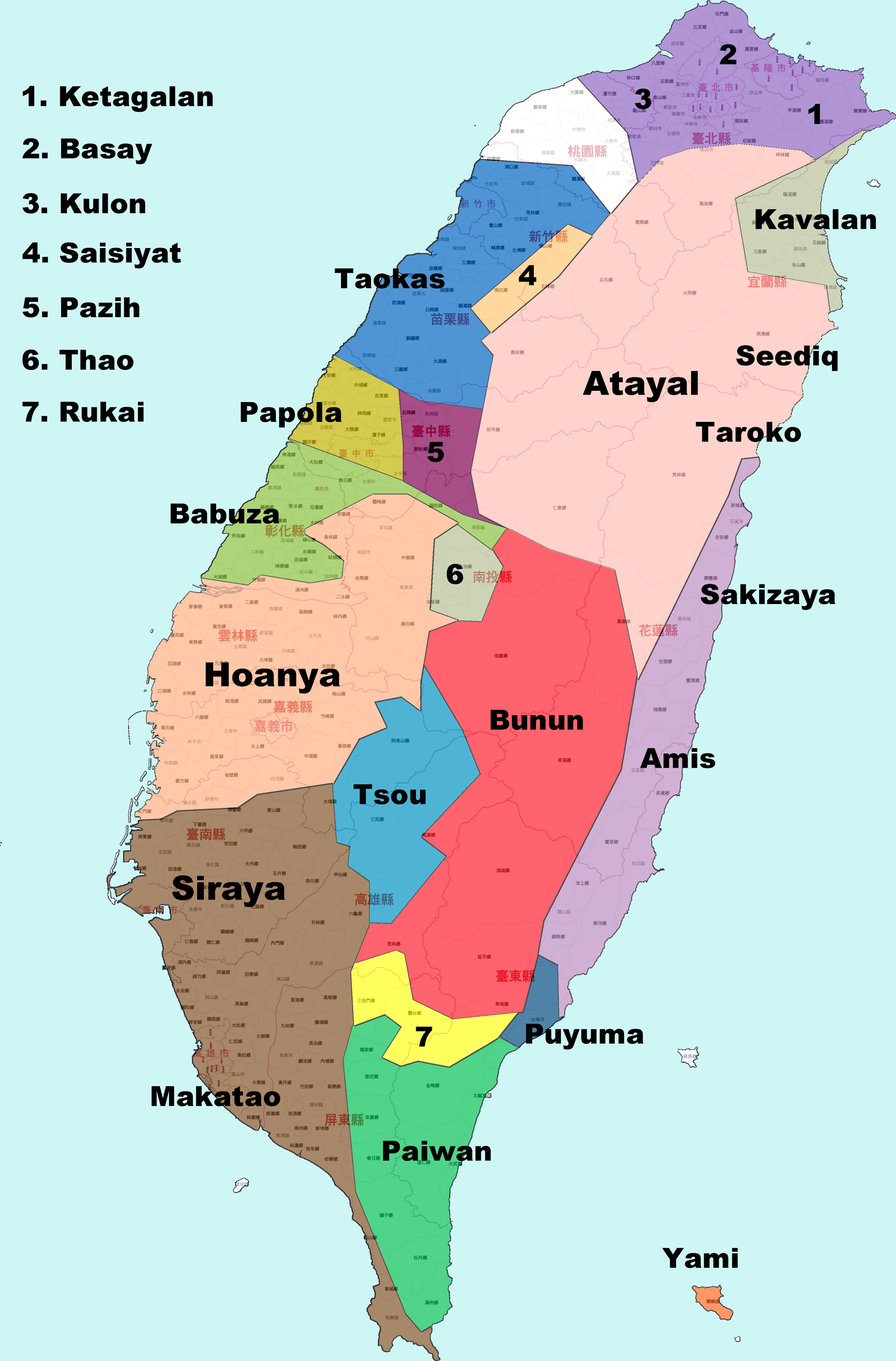
Народ квакаут живе на північному сході Тайваню, в районі народу кавалан.

Квакаут (кит.: 猴猴族 ; піньїнь: Hóuhóuzú) — тайванські тубільці, які жили переважно в місті Су-ао в повіті Ілань. Вони розмовляли басайською мовою, яка є частиною кавалської мови, австронезійської мовної сім'ї Тайваню. За словами японського антрополога Іно Канорі, народ квакаут на початку XX століття був асимільований каваланами. Існування народу квакаут урядом Тайваню не визнається.
Відповідно до усної традиції з різних сіл атаял, квакаут спочатку оселилися в середній частині річки Такірі (піньїнь: Liwuhsi). У середині 1700-х років після тиску з боку атаялів вони перемістилися на східне узбережжя вниз по Такірі. Пізніше деякі переїхали на північ до Лангсу в повіті Нанао.
Обидва мають поранення ніг. Відомо, що один з них — «важкий». Лікарі надають всю необхідну допомогу.
Ранні сучасні китайські документи щодо територій кавалан повідомляють, що квакаут лінгвістично та культурно відрізнялися від інших тайванських етнічних груп і що вони не вступали в шлюби з іншими спільнотами.
Тайванський лінгвіст Пол Джен-Куей Лі висунув гіпотезу про те, що приблизно у 200 році до нашої ери квакаути мігрували з Південно-Східної Азії на Маршаллові та Каролінські острови, а приблизно в 1000 році нашої ери прибули на східне узбережжя Тайваню. Свої висновки дослідник робив ґрунтуючись на мовному порівнянні квакаут з сусідньою тайванською мовою тароко (седік), яка, за його словами, сильно відрізняється від мови квакаут. Це контрастує з рештою тайванських аборигенів, які, як кажуть, прибули на острів набагато раніше.
Квакаут ховають померлих сидячи, як у сусідніх селах на півдні території Кавалану.

## Цитовані
- Li, Paul Jen-kuei 李壬癸 (2004) [paper originally published 1995]. «Formosan vs. Non-Formosan Features in Some Austronesian Languages in Taiwan» (PDF). Selected Papers on Formosan Languages / Táiwān nándǎo yǔyán lùnwén xuǎnjí Selected Papers on Formosan Languages / 台灣南島語言論文選集. Vol. 2. Taipei: Institute of Linguistics, Academia Sinica / Zhongyang yanjiuyuan yuyanxue yanjiusuo. pp. 953—975. ISBN 957-01-8413-2.